# Murbad
Murbad es una  ciudad censal situada en el distrito de Thane en el estado de Maharashtra (India). Su población es de 18725 habitantes (2011). Se encuentra a 55 km de Thane y a 76 km de Bombay.

## Demografía
Según el censo de 2011 la población de Murbad era de 18725 habitantes, de los cuales 9987 eran hombres y 8738 eran mujeres. Murbad tiene una tasa media de alfabetización del 89,47%, superior a la media estatal del 82,34%: la alfabetización masculina es del 93,95%, y la alfabetización femenina del 84,35%.